# MDK 2
MDK2 es un videojuego y secuela del juego en tercera persona, MDK. El MDK original fue desarrollado por Shiny Entertainment y lanzado en 1997 por Interplay Entertainment. Para la secuela, establecida en RPG el desarrollador BioWare Corp de Edmonton, Canadá tomó las riendas y realizó un producto con una excelente jugabilidad en la línea del primero.
MDK2 fue originalmente exclusivo lanzado para la Dreamcast el 29 de Marzo y para PC el 25 de mayo del 2000. Fue revisado más tarde y lanzado para PlayStation 2 como MDK2: Armageddon el 26 de marzo del 2001. La diferencia principal entre la versión de Sega Dreamcast y las otras dos versiones es la capacidad de seleccionar el nivel de dificultad "Junkie" que es la más alta y nuevos trucos exclusivos como invencibilidad, sonidos extraños del Dr. Hawkins, nuevos tipos de cámaras entre otros.
Salió de manera digital el 9 de mayo del 2011 para la Nintendo Wii en la tienda WiiWare, lo curioso de esta versión es que fue comprimida a 40 MB cuando el juego original pesa 300 MB, obviamente fue eliminado gran parte de la banda sonora entre otros elementos para llevar a cabo esto.
El 12 de octubre del 2011 salió exclusivo una versión en HD para Steam y Epic Games contando por primera vez con sus propios trofeos, hasta el momento no hay planes de nuevas reediciones,  tanto para PC como consolas de nueva generación ni tampoco nuevas entregas de la franquicia nacida en el año 1997.

## Sinopsis
El juego es una continuación directa a partir del final del primer juego, que comienza con una secuencia introductoria mostrando a tres protagonistas que celebran el fracaso de la amenaza ajena, el 'streamriders' del juego anterior.
Son 10 niveles en total:
- Nivel 1: Un nuevo Minercrawler llega a la Tierra y Kurt deberá encargarse de él. El jefe de este nivel es un alienígena parecido a un lagarto que manaeja una enorme arma. Debemos destruir el arma y luego acabar con el alienígena.
- Nivel 2: Kurt es capturado por Shwang Shwing, el líder alienígena. Mientras tanto, el doctor Hawkins pierde la comunicación, ya que una nave alienígena está haciendo interferencia. Por ello, envía a Max a destruir su fuente de energía. El jefe de este nivel es la fuente de energía propiamente dicha, que es una esfera que nos disparará con láser.
- Nivel 3: Max ha sido capturado. Ahora debemos manejar al Dr.Hawkins y resistir el ataque alienígena. El jefe de este nivel es un alienígena con un gran cerebro.
- Nivel 4: Hawkins a teletransportado a Kurt hacia la nave donde Max fue capturado. Por eso el escenario nos resultará familiar. El jefe de este nivel es Shwang Shwinng.
- Nivel 5: Mientras Kurt persigue a Shwang Shwing en el planeta alienígena, Max debe viajar de vuelta a la nave (el hogar de nuestros héroes) para rescatar a Hawkins, que ha sido capturado. El jefe de este nivel es un robot llamado bad doggie master que ha enviado el mismo jefe del nivel 3.
- Nivel 6: Mientras Max viaja al planeta alienígena para ayudar a Kurt, Hawkins debe acabar con el alienígena inteligente (el jefe del nivel 3), que pondrá bombas en toda la nave. El jefe de este nivel es el mismo del nivel 3.
- Nivel 7: Kurt llega al planeta alienígena y huye de Shwang Shwing, que comienza a perseguirlo con una enorme nave. Este es uno de los niveles más difíciles. El jefe es Shwang Shwing en su nave.
- Nivel 8: Kurt descubre que Shwang Shwing estaba obedeciendo órdenes del rey alienígena: Zizzy Balooba. Mientras tanto, Max descubre que un misil será lanzado y destruirá a la Tierra. Debemos impedirlo. El jefe de este nivel es, por última vez, Shwang Shwing.
- Nivel 9: Hawkins llega al planeta alienígena. Nuestra misión es conseguir los 3 artefactos que Hawkins necesita para construir una nave y llegar al palacio imperial. En este nivel no hay jefe.
- Nivel 10: Este es el último nivel y es el palacio imperial de los alienígenas. Podemos elegir con quién hacer el nivel: Max, Kurt o Hawkins. El jefe de este nivel es el rey alienígena: Zizzy Balooba.

## Secuela cancelada debido a problemas económicos de Interplay
En 2006, Interplay reveló que estaba planeando desarrollar un MMOG ambientado en el universo Fallout. Sin embargo, el proyecto se estimó en 75 millones de dólares, dinero que la empresa no disponía. Como tal, en un esfuerzo por asegurar el capital, explicaron en documentos presentados ante la Comisión de Bolsa y Valores el 13 de noviembre de 2007 que planeaban aprovechar sus franquicias estables "a través de secuelas y diversos acuerdos de desarrollo y publicación". Específicamente, anunciaron que estaban reiniciando su estudio de desarrollo interno, y el dinero para hacerlo provendría de la venta de la franquicia Fallout a Bethesda Softworks, de quien planeaban licenciar la IP de Fallout para MMOG. Mencionaron específicamente planes para secuelas de Descent, Earthworm Jim 2, MDK2 y Baldur's Gate: Dark Alliance II.[60]
En 2008, Interplay confirmó una "estrategia de crecimiento doble" en la que la empresa aprovecharía su cartera de propiedades de juegos para crear secuelas y recaudar dinero para Fallout MMOG. Se volvieron a mencionar los mismos cuatro juegos, y el CEO Herve Caen afirmó: "2007 sentó las bases de nuestra estrategia de crecimiento. De cara al futuro, tenemos la visión, la propiedad intelectual única y los bajos costos operativos y de deuda que nos ayudarán a buscar financiamiento para nuestros diversos proyectos". "[61] Sin embargo, no se supo nada más sobre ninguna de las posibles secuelas, que presumiblemente han sido canceladas.
En 2010, tras el lanzamiento de Mass Effect 2, IGN preguntó a Ray Muzyka de BioWare si tenían planes de hacer MDK3, a lo que respondió: "Tendrás que preguntarle a Interplay, ellos tienen la licencia para eso".

## Curiosidades
- El estilo de libro de cómics cuando se carga las pantallas es un homenaje a Jack Kirby.
- El nombre "Zizzy Balooba" parece provenir de un extranjero llamado "Zyzzybalubah" que apareció en un episodio de Peewee's Playhouse.
- Hay una carpeta de arte conceptual en la versión Dreamcast disponible al momento de leer por un PC.
- La cubierta del videojuego es una parodia de la secuencia de título de Los ángeles de Charlie.
- En el nivel 7 de la portada de la tira cómica en donde se puede ver a Kurt Hectic en swizzle firma se puede ver la frase "stranger in the strange land" curiosamente pudo haberse referido a la canción del álbum Somewhere In Time del grupo de Heavy Metal Iron Maiden con la cual tiene la temática de un mundo futurista.
- El nivel 9 es una parodia al videojuego ET de la consola de Atari 2600.
- En el nivel 2 se hace una referencia a la Estrella de la muerte, de la saga Starwars.
- Shwang Shwing sus ataques son muy similares al personaje Cíclope de X-Men.
- Cuando el Dr. Hawkins se come el plutonio hace referencia al personaje Hulk de Marvel.
- El Dr. Hawkins hace referencia a Steve Hawkins.
- El jefe del nivel 1 aparece en el primer MDK.
- En el nivel 5 usando el telescopio podemos ver la empresa de videojuegos.
- La frase de Zizzy Balooba dice "Game over, thank you for playing".
- Algunos creen que MDK quiere decir "Murder Death Kill" mientras otros creen que es: "Max,Doctor,Kurt" los personajes principales del juego.
- Se puede ver un póster del videojuego con el Dr. Hawkins en la película para televisión de How Make a Monster (2001).